# (2283) Bunke
(2283) Bunke es un asteroide perteneciente al cinturón de asteroides, descubierto el 26 de septiembre de 1974 por la astrónoma soviética Liudmila Zhuravliova desde el Observatorio Astrofísico de Crimea (República de Crimea).

## Designación y nombre
Designado provisionalmente como 1974 SV4. Fue nombrado Bunke en honor a la activista revolucionaria y guerrillera argentina Tamara Bunke.